# Carl Friedrich Kotschy
Carl Friedrich Kotschy (Cieszyn, 26 gennaio 1789 – Ustroń, 9 febbraio 1856) è stato un teologo e botanico austriaco.

## Biografia
Kotschy fu il padre del botanico Theodor Kotschy (1813-1866). Dal 1807 al 1810 studiò teologia e botanica presso l'Università di Lipsia, e in seguito viaggiò in Francia e in Svizzera. In Svizzera incontrò il famoso educatore Johann Heinrich Pestalozzi (1746-1827).
Dal 1810 fino alla sua morte lavorò come ministro a Ustroń. Tradusse opere in lingua ceca e tedesca in polacco e scrisse libri didattici in polacco per le scuole elementari. Fu anche autore di diverse opere religiose, tra cui una revisione del catechismo luterano (1833) e un libro di racconti biblici (1844).
Nel 1844 si specializzò nel campo della pomologia, pubblicando un libro sui frutteti.
Nel 1848/49 fu membro del Parlamento di Francoforte.